# Andrzej Szumakowicz
Andrzej Szumakowicz (ur. 19 czerwca 1948, zm. 19 czerwca 2021 w Gdańsku) – polski socjolog, doktor nauk humanistycznych, wykładowca akademicki i publicysta.
Był przez wiele lat był pracownikiem naukowo-dydaktycznym i wykładowcą w Instytucie Socjologii Uniwersytetu Jagiellońskiego, a następnie w Uniwersytecie Gdańskim.
Autor monografii Kraków w świadomości jego młodych mieszkańców (Zakład Narodowy im. Ossolińskich, Wrocław, 1986; ISBN 83-04-02255-9).
Został pochowany na Cmentarzu wojskowym przy ul. Prandoty w Krakowie. 